# Тождества Уорда — Такахаши — Славнова — Тейлора
Тождества Уорда — Такахаши — Славнова — Тейлора — соотношения между вакуумными средними хронологических произведений операторов поля, обеспечивающие калибровочную инвариантность квантовой теории. В квантовой электродинамике эти соотношения, называемые Уорда тождествами и тождествами Уорда — Такахаши, являются прямым следствием сохранения тока, с которым взаимодействует калибровочное поле. Они выражают дивергенцию функции Грина с {\displaystyle n} внешними фотонными линиями через функции Грина с {\displaystyle n-1} внешней фотонной линией. Простейшее тождество Уорда — Такахаши, связывающее вершинную часть {\displaystyle \Gamma _{\mu }} и собственную энергию электрона {\displaystyle \Sigma }, имеет вид:
{\displaystyle \Gamma _{\mu }(p,p)=-{\frac {\partial }{\partial p^{\mu }}}\Sigma (p)\qquad \qquad \qquad \qquad \qquad \qquad \qquad \qquad \qquad \qquad \qquad (1)}
где {\displaystyle p} — 4-импульс электрона. Из тождества Уорда — Такахаши следуют соотношения между константами перенормировки: {\displaystyle \delta m=0,\ Z_{1}=Z_{2}} , где {\displaystyle \delta m,\ Z_{1},\ Z_{2}} — соответственно константы перенормировки массы фотона, вершинной функции, волновой функции электрона.
В отличие от электродинамики, в квантовой теории неабелевых калибровочных полей ток, с которым взаимодействует поле Янга — Миллса, не сохраняется. Поэтому простые тождества типа (1) не справедливы. Их аналогом являются тождества Славнова-Тейлора, выражающие дивергенцию функции Грина с n внешними линиями поля Янга — Миллса через функции Грина с числом внешних линий {\displaystyle \geqslant n}, включающие помимо полей Янга — Миллса вспомогательные поля (духи Фаддеева — Попова). Тождества Славнова — Тейлора для полей Янга — Миллса можно записать в виде:
{\displaystyle \int \exp \left[i\int \left({\mathcal {L}}(A)+{\frac {1}{2\alpha }}(\partial _{\mu }A_{\mu })^{2}+{\mathcal {L}}_{c}+I_{\mu }^{a}A_{\mu }^{a}\right)dx\right]\left[-{\frac {1}{\alpha }}\partial _{\mu }A_{\mu }^{a}(x)\right.+}
{\displaystyle +\left.\int {\bar {c}}^{a}(x)I_{\mu }^{b}\left(\partial _{\mu }c^{b}(y)gt^{bcd}A_{\mu }^{c}(y)c^{d}(y)\right)dy\right]dAd{\bar {c}}dc=0\qquad \qquad \qquad \qquad \qquad \qquad \qquad \qquad (2)}
где {\displaystyle {\mathcal {L}}(A)} — классический лагранжиан поля Янга — Миллса {\displaystyle A_{\mu }^{a}}, {\displaystyle {\mathcal {L}}_{c}} — лагранжиан духов Фаддеева — Попова  {\displaystyle c}, {\displaystyle {\bar {c}}}; {\displaystyle I} — ток внешних источников, {\displaystyle g} — константа взаимодействия, {\displaystyle t^{bcd}} — структурные константы калибровочной группы.
Из тождеств Славнова — Тейлора следуют соотношения между константами перенормировки полей Янга — Миллса и духов Фаддеева — Попова: {\displaystyle \delta m=0,\ Z_{1}Z_{2}^{-1}={\tilde {Z}}_{1}{\tilde {Z}}_{2}^{-1},\ Z_{4}=Z_{1}^{2}Z_{2}^{-1}}, где {\displaystyle \delta m} — константа перенормировки массы поля Янга — Миллса, {\displaystyle Z_{2},Z_{1},Z_{4}} — соответственно константы перенормировки волновой функции и вершинных частей с тремя и четырьмя внешними линиями поля Янга — Миллса, а {\displaystyle {\tilde {Z}}_{1}{\tilde {Z}}_{2}} — константы перенормировки волновой функции духов Фаддеева — Попова и вершинной части с одной внешней линией поля Янга — Миллса и двумя линиями духов Фаддеева — Попова.
Тождества Славнова — Тейлора выражают симметрию эффективного действия, стоящего в экспоненте в формуле (2), относительно преобразований, перепутывающих поля Янга — Миллса и духи Фаддеева — Попова, — так называемых преобразований БРСТ. Эти тождества гарантируют калибровочную инвариантность перенормированной теории и играют ключевую роль в доказательстве унитарности матрицы рассеяния.